# ジェフリー・リーファー
ジェフリー・デイビッド・リーファー（Jeffrey David Liefer , 1974年8月17日 - ）は、アメリカ合衆国カリフォルニア州フォンタナ出身の元プロ野球選手（内野手、外野手）。
MLBでの登録名はジェフ・リーファー（Jeff Liefer）。

## 経歴

### MLB時代
1995年のMLBドラフト1巡目（全体の25番目）でシカゴ・ホワイトソックスに指名され、契約。
1999年にメジャー初昇格。
2001年は83試合出場で18本塁打を放つ活躍をするものの、以降低迷。メジャーでは主に外野手と一塁手を務め、実働7年間で5球団を渡り歩いた。

### 西武時代
2006年に西武ライオンズに内野手として入団。開幕直後はほとんど活躍することなく、打率も低迷し二軍落ち。しかし7月から8月に中島裕之と栗山巧が相次いで骨折で離脱したため、打線強化を狙って再び一軍登録される。再登録後は開幕直後とは打って変わって、8月は月間打率3割、9本塁打、さらにここ一番での適時打など大活躍した。主に右投げの投手の時に6番・指名打者で先発起用されることが多かったが、アレックス・カブレラ不在の時には貴重なポイントゲッターとして一塁手を守り、5番を打ったこともある。
2007年はオープン戦で4本塁打を放つなど好調をキープ。カブレラの調整が遅れていたこともあり、一躍一塁手のレギュラーを奪うのではと思わせる活躍を見せた。3月24日の開幕戦では6番指名打者で初の開幕スタメンの座をつかみ、同年の公式戦チーム第1号となる2点本塁打を岩隈久志から記録した。カブレラが開幕後も不調だったこともあり、4月3日の対福岡ソフトバンクホークス戦では自身初の4番打者で出場。2安打1打点の活躍を見せた。しかし好不調の波が激しく、5月に二軍落ち。これに発奮し、二軍では3割を超える打率を残し、チームトップの9本塁打を記録した。9月11日に4ヶ月ぶりに一軍登録されると、即スタメン出場。斉藤和巳が5回までノーヒットノーランを続けていたが、それを阻止する本塁打を打った。その後も好調を維持し、9月の月間打率は.371を記録した。この活躍にもかかわらず、若手起用の方針から9月29日に登録抹消された。同年は47試合の出場にとどまったが、8本塁打・28打点と少ないチャンスを生かして結果を残した。36本の安打のうち8本が本塁打で、長打率は5割に達した。オフの11月29日に西武から退団が発表され、翌30日付で自由契約公示された。

### 西武退団後
2008年1月11日にシカゴ・ホワイトソックスとマイナー契約を結んだ。同年6月に現役を引退した。

## 選手としての特徴
外角のボールを強引に引っ張り込むパワーヒッティングが持ち味。
2006年は夏場に、2007年は春先と終盤に活躍を見せたが、結果として2年とも同じような成績に終わった。2006年・2007年に放った本塁打全てが右投手からのもので、対左投手は本塁打ゼロで、打率も.189と低迷している。そのためシーズン終盤は左投手が先発する試合ではDHを江藤智らに譲ることが多かった。

## 詳細情報

### 年度別打撃成績
| 年 度    | 球 団    | 試 合 | 打 席 | 打 数 | 得 点 | 安 打 | 二 塁 打 | 三 塁 打 | 本 塁 打 | 塁 打 | 打 点 | 盗 塁 | 盗 塁 死 | 犠 打 | 犠 飛 | 四 球 | 敬 遠 | 死 球 | 三 振 | 併 殺 打 | 打 率 | 出 塁 率 | 長 打 率 | O P S |
| -------- | -------- | ----- | ----- | ----- | ----- | ----- | -------- | -------- | -------- | ----- | ----- | ----- | -------- | ----- | ----- | ----- | ----- | ----- | ----- | -------- | ----- | -------- | -------- | ----- |
| 1999     | CWS      | 45    | 122   | 113   | 8     | 28    | 7        | 1        | 0        | 37    | 14    | 2     | 0        | 0     | 1     | 8     | 0     | 0     | 28    | 3        | .248  | .295     | .327     | .623  |
| 2000     | CWS      | 5     | 11    | 11    | 0     | 2     | 0        | 0        | 0        | 2     | 0     | 0     | 0        | 0     | 0     | 0     | 0     | 0     | 4     | 0        | .182  | .182     | .182     | .364  |
| 2001     | CWS      | 83    | 279   | 254   | 36    | 65    | 13       | 0        | 18       | 132   | 39    | 0     | 1        | 1     | 2     | 20    | 1     | 2     | 69    | 6        | .256  | .313     | .520     | .833  |
| 2002     | CWS      | 76    | 224   | 204   | 28    | 47    | 8        | 0        | 7        | 76    | 26    | 0     | 0        | 0     | 1     | 19    | 2     | 0     | 60    | 3        | .230  | .295     | .373     | .667  |
| 2003     | MON      | 35    | 92    | 88    | 6     | 17    | 3        | 0        | 3        | 29    | 18    | 0     | 1        | 0     | 1     | 3     | 0     | 0     | 26    | 2        | .193  | .217     | .330     | .547  |
| 2003     | TB       | 9     | 28    | 25    | 4     | 3     | 1        | 0        | 1        | 7     | 3     | 0     | 0        | 0     | 0     | 3     | 1     | 0     | 13    | 0        | .120  | .214     | .280     | .494  |
| '03計    | TB       | 44    | 120   | 113   | 10    | 20    | 4        | 0        | 4        | 36    | 21    | 0     | 1        | 0     | 1     | 6     | 1     | 0     | 39    | 2        | .177  | .217     | .319     | .535  |
| 2004     | MIL      | 16    | 31    | 28    | 2     | 6     | 2        | 0        | 1        | 11    | 5     | 0     | 0        | 0     | 1     | 2     | 0     | 0     | 8     | 2        | .214  | .258     | .393     | .651  |
| 2005     | CLE      | 19    | 57    | 56    | 5     | 11    | 2        | 0        | 1        | 16    | 8     | 0     | 0        | 0     | 0     | 1     | 0     | 0     | 15    | 1        | .196  | .211     | .286     | .496  |
| 2006     | 西武     | 49    | 158   | 143   | 24    | 36    | 9        | 1        | 13       | 86    | 32    | 0     | 1        | 0     | 0     | 13    | 1     | 2     | 35    | 2        | .252  | .323     | .601     | .924  |
| 2007     | 西武     | 47    | 150   | 138   | 19    | 36    | 9        | 0        | 8        | 69    | 28    | 1     | 0        | 0     | 0     | 11    | 1     | 1     | 42    | 2        | .261  | .320     | .500     | .820  |
| MLB：7年 | MLB：7年 | 288   | 844   | 779   | 89    | 179   | 36       | 1        | 31       | 310   | 113   | 2     | 2        | 1     | 6     | 56    | 4     | 2     | 223   | 17       | .230  | .281     | .398     | .679  |
| NPB：2年 | NPB：2年 | 96    | 308   | 281   | 43    | 72    | 18       | 1        | 21       | 155   | 60    | 1     | 1        | 0     | 0     | 24    | 2     | 3     | 77    | 4        | .256  | .321     | .552     | .873  |

### 記録
NPB
- 初出場：2006年4月25日、対北海道日本ハムファイターズ4回戦（インボイスSEIBUドーム）、7回裏に炭谷銀仁朗の代打で出場
- 初打席・初安打：同上、7回裏に建山義紀から右前安打
- 初先発出場：2006年4月26日、対北海道日本ハムファイターズ5回戦（インボイスSEIBUドーム）、5番・一塁手で先発出場
- 初本塁打・初打点：2006年5月5日、対福岡ソフトバンクホークス6回戦（インボイスSEIBUドーム）、7回裏に斉藤和巳から右越ソロ
- 初盗塁：2007年3月31日、対北海道日本ハムファイターズ2回戦（札幌ドーム）、7回表に二盗（投手：山本一徳、捕手：髙橋信二）

### 背番号
- 39 （1999年 - 2002年）
- 45 （2003年 - 同年途中）
- 36 （2003年途中 - 同年終了）
- 9 （2004年）
- 8 （2005年）
- 40 （2006年 - 2007年）